# Plan de Visscher
 (septembre 2017).
Si vous disposez d'ouvrages ou d'articles de référence ou si vous connaissez des sites web de qualité traitant du thème abordé ici, merci de compléter l'article en donnant les références utiles à sa vérifiabilité et en les liant à la section « Notes et références ».
Le plan de Visscher est un plan « vu d'oiseau » de Paris en direction de l'est, avec perspective. Cette gravure est une copie en noir et blanc datant de 1618 du plan de Mérian de 1615, avec l'ajout de quelques détails.

## Description
En haut figure l'inscription latine « LUTETIA PARISIORUM URBS,TOTO ORBE CELEBERRIMA NOTOSSIMAQUE, CAPUT REGNI FRANCIÆ ».
La partie centrale reprend le plan de Mérian. Les rues et monuments sont numérotées de 1 à 304 et leur nom est reporté dans une légende placée en bas.
De part et d'autre du plan, des figures représentent les différentes strates sociales peuplant Paris : le paysan, le bourgeois, le gentilhomme et le roi à gauche; la paysanne, la bourgeoise, la noble et la reine à droite. Les  légendes sont écrites en latin et français.
L'inscription portant le nom de l'auteur original Matthäus Merian est effacée, remplacée par l'inscription « Visscher excudebat Anno 1618. » placée en bas à droite.

## Erreurs
Le plan de Visscher reprend le décalage des noms de rues entre la rue au Maire et la rue Grenier-Saint-Ladre, déjà présent dans le plan de Mérian.
Sur le plan de Mérian, figurent rapprochés l'hospice Saint-Jacques-de-l'Hôpital et l'église Saint-Leu-Saint-Gilles de Paris. Visscher a mésinterprété la légende du plan original et a nommé le premier "Saint Leu" et la seconde "Saint Gilles".